# Włośnianka różowoblaszkowa
Artykuł ten został zgłoszony do umieszczenia na stronie głównej w rubryce „Czy wiesz”.
Pomóż nam go sprawdzić: oceń zgłoszoną nominację.
Włośnianka różowoblaszkowa (Hebeloma sarcophyllum (Peck) Sacc.) – gatunek grzybów należący do rodziny pierścieniakowatych (Strophariaceae).

## Systematyka i nazewnictwo
Pozycja w klasyfikacji według Index Fungorum: Hebeloma, Strophariaceae, Agaricales, Agaricomycetidae, Agaricomycetes, Agaricomycotina, Basidiomycota, Fungi.
Po raz pierwszy opisał go w 1872 r. Charles Horton Peck, nadając mu nazwę Agaricus sarcophyllus. W 1877 r. Pier Andrea Saccardo przeniósł go do rodzaju Hebeloma. Pozostałe synonimy:
- Derminus sarcophyllus (Peck) Henn., in Engler & Prantl 1898
- Sarcoloma sarcophyllum (Peck) Locq. 1979

Nazwę polską podał Władysław Wojewoda w 2003 r.

## Morfologia
Kapelusz
O średnicy (1,5) 3–7 cm, stożkowaty do wypukłego, rozszerzający się i w końcu płaski. Powierzchnia początkowo biała, potem powoli przechodząca w matowo czerwonawoszarą, lekko lepka, naga, pod soczewką pokryta przylegającymi włókienkami.
Blaszki
Gęste, szerokie, z wiekiem brzuchate, przyrośnięte do wolnych, początkowo czysto białe, potem cieliste, a w końcu ciemnoczerwonawobrązowe. Krawędzie biało strzępiaste.
Trzon
Wysokość 2,5–5 cm, grubość 0,2–0,6 cm, pełny, u podstawy często lekko zwężający się, mięsisty w środku. Powierzchnia przylegająco włóknista, biała, nie zmieniająca barwy po przecięciu powierzchnia. Osłony brak lub bardzo niewyraźna.
Miąższ
Dość twardy i chrząstkowy, biały, z wiekiem wodnistoszary. Ma grzybowy zapach i gorzki smak.
Cechy mikroskopowe
Zarodniki 7,5–10 × 4,5–5,5 (6) μm, w widoku z boku nierównoboczne, w widoku od przodu jajowate lub ryjkowatym wierzchołkiem, o powierzchni wyraźnie pomarszczonej, jasnobrązowe do czekoladowych, w KOH żółtawobrązowe, w odczynniku Melzera dekstrynoidalne. Podstawki 4-zarodnikowe, 28–35 × 7–8 μm, 4-zarodnikowe (rzadko 2-zarodnikowe). Pleurocystyd brak. Cheilocystydy 27–36 (50) x 5–7 (9) μm, w pobliżu podstawy brzuchate, wierzchołek zgrubiały do mniej więcej główkowatego (zasadniczo wrzecionowato-brzuchate), niektóre w przybliżeniu cylindryczne. Skórka typu ixocutis zbudowane ze szklistych strzępek o średnicy 1–4 μm ze sprzążkami na przegrodach. Subkutis niewyraźny, przeplatający się z tkanką tramy.

## Występowanie i siedlisko
Występuje w Ameryce Północnej, Europie i azjatyckich obszarach Federacji Rosyjskiej. W Polsce jest bardzo rzadki. Podano kilka stanowisk.
Naziemny grzyb mykoryzowy. Rośnie w lasach sosnowych wśród opadłego igliwia.